# Mãe Xagui
Carmelita Luciana Pinto (Salvador, 17 de março de 1929 - 21 de setembro de 2021) mameto-de-inquice do candomblé representante da nação Angola Nenguá de Inquice, Terreiro Tumbanssé ou como também é conhecido Unzo Tumbancé, (não confundir com Terreiro Tumbensi), que foi tombado pelo Patrimônio Histórico da Secretaria Municipal da Reparação (Semur) da Secretaria Municipal da Habitação (Sehab) de Salvador.

## Linhagem
A senhora Maria Genoveva do Bonfim, Mameto Tuenda dia Zambi (a gaúcha que se consagrou como “mãe do Angola na Bahia” e fundadora da raiz dos terreiros que carregam o nome Terreiro Tumbensi), apelidada por Maria Neném, era filha de santo do angolano Roberto Barros Reis - Tata Quimbanda Quinunga e também viria a ser a mameto-de-inquice dos senhores Manoel Rodrigues Nascimento (Cambambi) e Manoel Ciríaco de Jesus (Lundiamungongo), irmãos fundadores, em 1919 – no município de Santo Amaro da Purificação na Bahia do Terreiro Tumba Junçara. O senhor Manoel Ciríaco, Tata Lundiamungongo, foi o tata de inquice de Carmelita Luciana Pinto. Esta, por sua vez, nascida 17 de Março de 1929, em Salvador, Bahia, é filha consanguínea dos senhores Apolinário Luciano de Souza e Arcanja das Virgens (filha de santo da Mameto Maria Neném).
A senhora Carmelita, Nenguá Xagui, descendente de tal linhagem ancestral, desenha-se numa trajetória marcada por importantes revelações e delineada inteiramente pela presença dos inquices. Numa visita à senhora Maria Neném, a menina Carmelita soube que haveria uma missa designada a São Roque na casa de Manoel Ciríaco e desejou comparecer. Ao chegar, encontrou algumas filhas-de-santo do senhor Ciríaco sentadas no barracão, e também se sentou.  Em seguida, ao ver dançar as filhas de santo, a menina espontaneamente repetiu o que via. No dia seguinte foi novamente à casa do senhor Manoel Ciríaco, sua mãe Arcanja não sabia que a filha estava participando da cerimônia  e no terceiro dia, ainda hoje afirma: “Não me lembro como passei da casa para o Barracão”.

## Iniciação
Carmelita foi iniciada aos sete anos de idade num barco composto por deze pessoas: duas pessoas de Caiala, uma de Dandalunda, duas de Incoce, uma de Gangazumba, duas de Lemba, duas de Bamburucema, uma de Caviungo, uma de Mutalambô, com a ressalva de que a filha de Gangazumba estava grávida de um menino que era de Zazi, logo seu barco foi de treze pessoas com a criança. Xagui foi a dijina nome espiritual trazido por Oxaguiã.
Nesse período, Xagui, que teve, na sua iniciação, ao lado do Tata Lundiamungongo, a presença da Ialorixá Mãe Bada de Oxalá (quem, da Casa Branca do Engenho Velho, transferiu-se para o Ilê Axé Opô Afonjá), entendia a religião como uma festa, pois, desde os sete anos, dançava o xirê, quando havia festas, domingo, segunda e terça, na casa de seu pai Ciríaco, assim como na casa de sua mãe Arcanja.
Também trabalhava muito carregando água na fonte, o ferro era a vapor, punha as saias na goma, fazia acarajé na pedra, ralava milho e feijão dentre outras atividades do terreiro. “Gostava muito de cantar e dançar, era a dona do pedaço”, lembra Xagui, mas não lhe passava, até então, pela cabeça a hipótese de vir a se tornar uma nenguá de inquice. Ainda com dezenove anos e doze anos de iniciada, durante uma obrigação feita para a sua mãe Arcanja, o Tateto Zaze, ao receber uma gamela entregou a ela como se lhe passasse uma responsabilidade. Ajoelhada aos pés de Zaze ela implorou-lhe para não assumir tal função: “Não, Senhor. Não se pode tirar a espada da mão do jogador”.
Após alguns anos, quando da morte de sua mãe Arcanja, feito o ritual de pós-morte, o inquice Zaze deixou, através de uma zeladora de inquice procurada pelo senhor Emetério (Tata Condiandembo) e pelo senhor Macofá, responsáveis pela efetivação do ritual, uma determinação expressa de que o Tumbancé deveria ser assumido por alguém da família que fosse filho do inquice Lembá. Esta pessoa era Xagui. Ao receber a notícia de que iria, por herança, tornar-se a Nenguá de inquice do terreiro que fora de sua mãe, Xagui não conteve as lágrimas e o espanto: “(…) não sei como não morri. Eu tive uma crise de choro e dizia: não, pelo amor de Deus, Xangô… se tinha minha irmã, tinha outros, por que eu?”. A partir de então, iniciava-se uma outra etapa da vida de Xagui (agora Nenguá Xagui) marcada por muita dificuldade e por conquistas.
Numa festa no Terreiro do Bate Folha (Manço Banduquenqué, fundado em 1916, pelo senhor Manoel Bernardino da Paixão), num curto período após ter assumido o cargo de mameto-de-inquice, um Caviungo aproximou-se dela e lhe disse: “por que chora tanto? Pare de chorar e lamentar. Aceite o que está em suas mãos”.
Com 77 anos de iniciação e 37 de sacerdócio, a Nenguá Xagui já iniciou aproximadamente 40 filhos de santo sendo que o primeiro barco de filhos foi constituído por uma pessoa de Caviungo (Nenguá Tucaji), uma de Bamburucema (Nenguá Demburê) e uma de Zaze (Cota Queuaná).
O senhor Emetério Filho (Tata Zinguê Lumbondo), do Terreiro Tumba Junçara, declarou, acerca da Nenguá Xagui: “A primeira vez em que eu a vi no Terreiro, ela, ao chegar, reverenciou uma foto de Ciríaco no barracão. Era uma fotografia, mas ela enxergou ali o seu tata de inquice. Muitos filhos ali presentes – por não a conhecerem – não entenderam. Então eu parei o cântico, pedi que ela escolhesse qualquer uma das cadeiras de Ogã para se sentar e disse: gente, esta é a Mameto Xagui. Ela é a pessoa mais velha hoje de todo o Terreiro Tumba Junçara Vão lá e peçam a bênção” (Tata Zinguê)

## Homenagens
Mãe Xagui recebeu o Troféu Zeferina aos 77 anos, e o Terreiro Tumbensi tombado pelo Patrimônio Histórico de Salvador.